# 캘리포니케이션 (드라마)
캘리포니케이션(Californication)은 2007년부터 2014년까지 방영한 미국의 코미디 드라마이다.